# Zimre Péter
Zimre Péter (Zimre Imre) (Budapest, 1938. június 29. – Budapest, 2006. február 8.) magyar író, forgatókönyvíró, filmproducer.

## Életpályája
Szülei: Zimre Gyula (1907–2001) metodista lelkész és Mészáros Ilona (?-1938) voltak. 1956–1962 között az Országos Korányi Tbc Gyógyintézetben laboráns és műtős volt. 1962–1967 között az Autóközlekedési Vállalat forgalmi tisztje volt. 1967–1968 között a Mafilm rendezőasszisztense volt. 1968–1989 között szabadfoglalkozású író volt. 1989–1991 között a VE-MA Kft. márkamenedzsere volt. 1991–1992 között a Privát Profit főmunkatársa volt. 1993-ban megalapította saját cégét, a Tv-Terra Bt.-t, melynek filmproducere volt.

## Magánélete
Elvált. Négy lánya született: Krisztina (1971), Zsuzsa (1978), Katalin (1986) és Júlia (1990).

## Művei
- Napágyú (kisregény, 1968)
- Sértődött utazás (filmregény, Maár Gyulával, 1970)
- Az oroszlánsimogató (regény, 1972)
- Elágazás (elbeszélések, 1977)
- Sirató (elbeszélések, 1986)

## Filmjei
| - Nyár a hegyen (1967) - Fejlövés (1968) - Szép lányok, ne sírjatok! (1970) - Jelenidő (1972) - Hekus lettem (1972) - Forró vizet a kopaszra! (1972) - Plusz-minusz egy nap (1973) - Harmadik nekifutás (1973) - Ártatlan gyilkosok (1973) - Szikrázó lányok (1974) - Talpuk alatt fütyül a szél (1976) - A néma dosszié (1977) - Baleset (1978) - Dóra jelenti (1978) - Kaptam-csaptam (1978) - Kezdők (1978) - Lacika (1978) - Ajándék ez a nap (1979) - Élve vagy halva (1980) - A pártfogó (1982) - Hazatérés (1983) - Szomszédok (1987-1988) - A védelemé a szó (1988) - Fagylalt tölcsér nélkül (1989) - Kaland az élet (1989) - Az utolsó táltos (1991) - Tizenkilenc késszúrás (1991) | - Égi bárány (1971) - Eltávozott nap (1968) - Cha-Cha-Cha (1982) |

## Díjai
- A Kulturális Minisztérium Nívódíja
- Az MTV elnöki Nívódíja
- Locarnóban Ezüst Kagyló díj
- avelinói aranydíj
- San Remói nagydíj
- velencei Arany Oroszlán díj